# 2008年世界博覽會

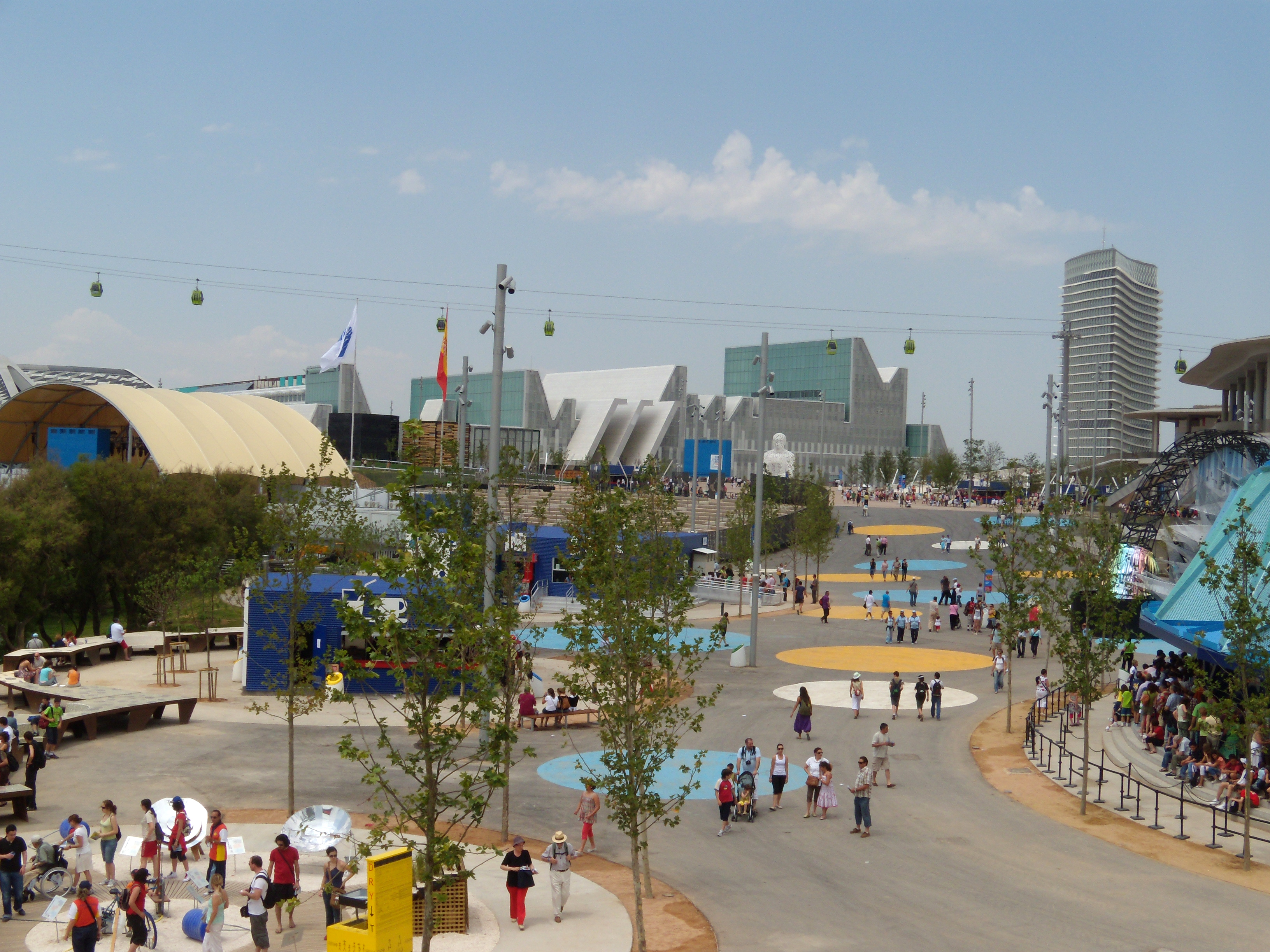
世博會場內

2008年西班牙世界博覽會（Expo 2008）於2008年6月14日至9月14日假西班牙薩拉戈薩舉辦。該屆世界博覽會主題是「水和可持續發展」。

## 地點
薩拉戈薩是西班牙亞拉岡自治區首府，位處首都馬德里、巴塞隆納、瓦倫西亞等其他大城市之間，是西班牙第五大城市。薩拉戈薩於2004年12月16日成功擊敗申辦希臘的塞萨洛尼基以及意大利的的里雅斯特，成功奪得2008年世界博覽會主辦權。世界博覽會除了國家參展之外，一些非政府組織（如聯合國及歐盟）和私人公司機構（如西班牙電訊）也有在是屆世界博覽會上參展。

## 吉祥物
是屆世界博覽會吉祥物名為Fluvi。「Fluvi」名字來自拉丁文「Flumen Vitae」，意思為「生命之水」。

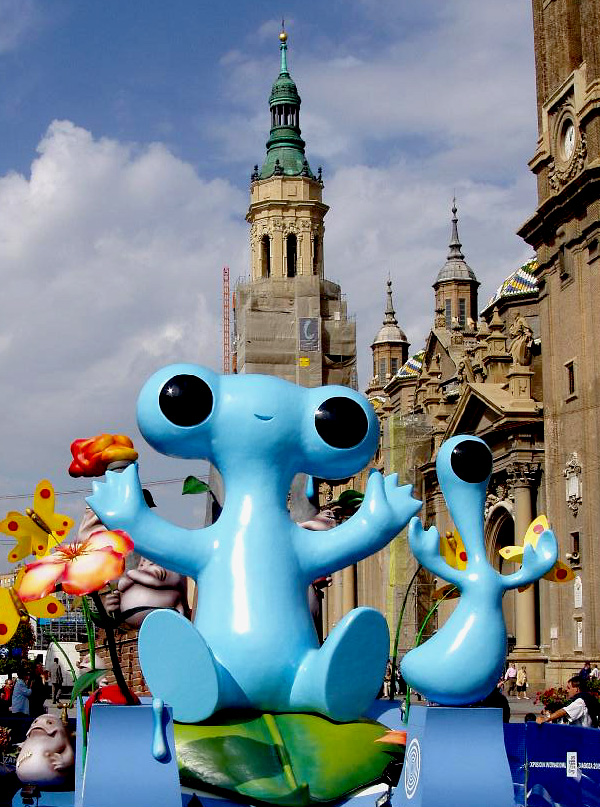
世博會吉祥物Fluvi於薩拉戈薩皮拉爾聖母聖殿外

## 會場
會場佔地三十四萬五千平方米，展覽面積則有二十五萬平方米。

### 主題場館
- 蓬桥馆:由英國伊拉克裔女設計師薩哈·哈帝所設計。這場地是世博會園區入口，同時作為展覽場地。該展覽名為「水：獨特的資源」，介紹水資源管理。
- 水樓:高76米，以玻璃幕牆所組成，是整個世博會的地標。水樓內設有「水，生命之源」展覽，介紹水的特性和對生命的重要性。
- 淡水水族館:為全歐洲最大水族館。館內可欣賞世界其中5條大河景色（尼羅河、湄公河、亞馬遜河、莫累達令河與埃布羅河）。

### 主題廣場
乾渴設計像一座鹽山。通過展覽傳達訊息，表示人類對水的需求是追求知識的動力。
水之城通過展覽，建立水作為都市資源在改善生活條件中的價值。
家園、水和能源一個露天設施，展示以低成本和環保的方式轉換和儲存能源的可能性。
燈塔這展覽展示出原始人類在水和可持續發展方面充滿生命力和能力的創新。
水的極端性展覽外形模仿海浪沖上海灘的一刻，同時讓参觀者反思人類在水災害中的角色，是罪魁禍首，也是受害者。
水資源共享建立一個概念，就是河流盆地應該是整體共同管理的，而非根據人類所定的界線而管理。

### 國家及地區展館

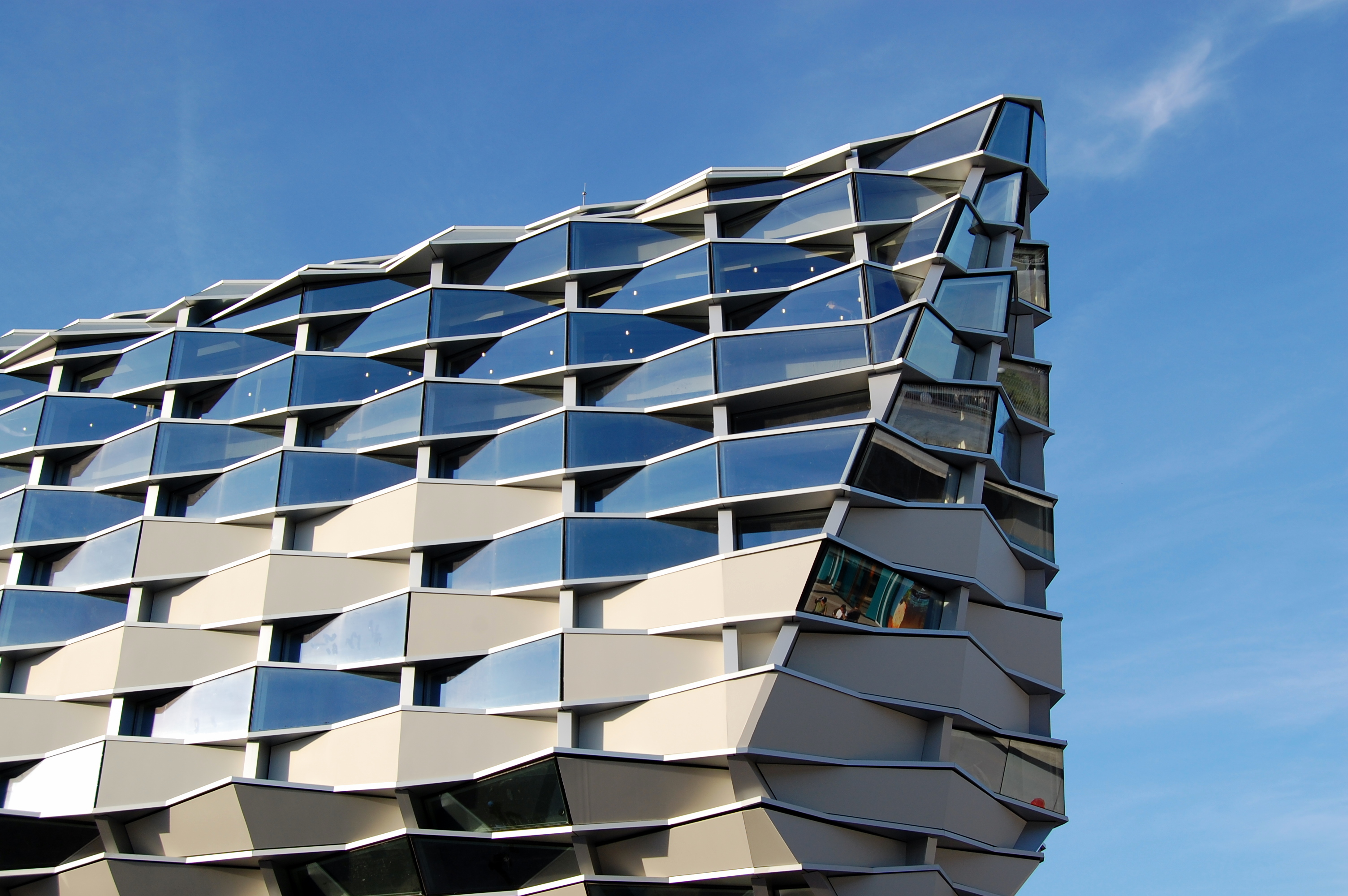
阿拉貢館

參展國被分配於以下8座大樓開設展區：
- 島嶼與海岸
- 綠洲
- 冰與雪
- 溫帶森林
- 熱帶雨林
- 山與高原
- 草原
- 河流與平原

西班牙及阿拉貢有其獨立展館。

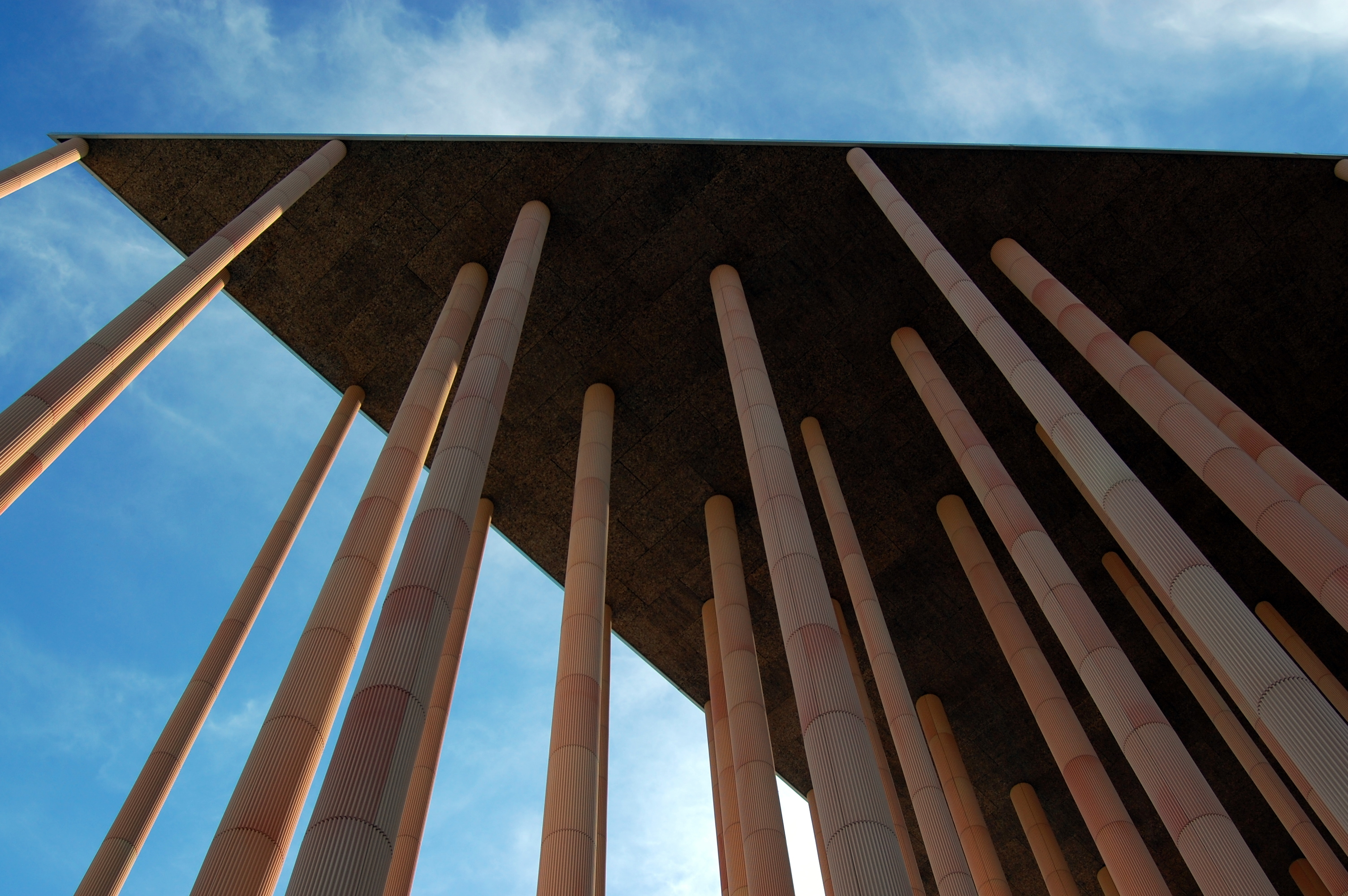
西班牙館

西班牙館場館主題為「水之風景」，佔地8000平方米。場館設計模仿一個森林，通過節約能源，令場内構成一個微型氣候。場內共有五個展區，包括「水之子」、 「地球上的水」、 「西班牙與水」等，以不同方式展示水對人的重要性。
阿拉貢館外表像一個籃子。展覽名稱為「水與未來」，展示阿拉貢地區與水之間關係的演變。

## 參展國
總共有100多個國家、十數間企業和非政府組織參加了西班牙世界博覽會。參展國家共有104個：
| 參展國     | 參展國         | 參展國               | 參展國               |
| ---------- | -------------- | -------------------- | -------------------- |
| 阿尔及利亚 | 安道尔         | 安哥拉               | 安提瓜和巴布达       |
| 阿根廷     | 奥地利         | 巴哈馬               | 巴巴多斯             |
| 比利时     | 伯利茲         | 玻利維亞             | 巴西                 |
| 保加利亞   | 喀麥隆         | 佛得角               | 中华人民共和国       |
| 圭亞那     | 哥倫比亞       | 哥斯達黎加           |                      |
| 古巴       | 塞浦路斯       | 丹麦                 | 東帝汶               |
|            | 多明尼加共和國 |                      | 赤道幾內亞           |
| 埃及       | 薩爾瓦多       | 埃塞俄比亞           | 馬其頓共和國         |
| 法國       | 德国           | 希腊                 | 格林纳达             |
| 危地馬拉   | 海地           | 洪都拉斯             | 匈牙利               |
| 印度       | 印度尼西亞     | 義大利               | 牙买加               |
| 日本       | 约旦           |                      |                      |
|            | 科威特         | 黎巴嫩               | 立陶宛               |
| 马来西亚   | 馬里           | 馬耳他               | 毛里塔尼亞           |
| 墨西哥     | 摩納哥         | 蒙古国               | 摩洛哥               |
| 莫桑比克   | 納米比亞       | 尼泊尔               | 荷蘭                 |
| 尼加拉瓜   | 尼日尔         | 尼日利亞             | 阿曼                 |
| 巴基斯坦   | 巴拿馬         | 巴拉圭               | 秘魯                 |
| 菲律賓     | 波蘭           | 葡萄牙               |                      |
| 羅馬尼亞   | 俄羅斯         | 聖克里斯多福及尼維斯 | 圣文森特和格林纳丁斯 |
| 圣盧西亞   | 沙特阿拉伯     | 塞内加尔             | 斯洛伐克             |
| 所羅門群島 | 南非           | 西班牙               | 蘇丹                 |
| 蘇里南     | 瑞典           | 瑞士                 | 坦桑尼亞             |
| 泰國       | 千里達及托巴哥 | 突尼斯               | 土耳其               |
| 烏干達     | 阿联酋         | 烏拉圭               | 瓦努阿图             |
| 聖座       | 委內瑞拉       | 越南                 | 葉門                 |

## 外部連結
- 世博會官方網站（西班牙文）
- BIE官网 (EN)（页面存档备份，存于）
- 反世博會（西班牙文）

| 前任： 2005年爱知世博会   | 世界博览会 2008年       | 繼任： 2010年上海世博会 |
| 前任： 1998年里斯本世博会 | 专业性世界博览会 2008年 | 繼任： 2012年丽水世博会 |